# جایگاه اجتماعی
جایگاه اجتماعی، جایگاه یک فرد در یک جامعه و فرهنگ نشان‌زد است. یک جایگاه معین اجتماعی (برای نمونه پیشه کشیش) ممکن است که متعلق به کسان بسیاری باشد. جایگاه اجتماعی بر پایگاه اجتماعی نیز اثر می‌گذارد. جایگاه اجتماعی همچنین می‌تواند به شناسایی مقام و جایگاه شخص در قشربندی یک جامعه کمک کند.

### دیگر منابع
- Stanley Wasserman; Katherine Faust; Stanley (University of Illinois Wasserman, Urbana-Champaign) (25 November 1994). Social Network Analysis: Methods and Applications. Cambridge University Press. p. 348.